# Хокеј на леду на Летњим олимпијским играма 1920.
Такмичења у Хокеју на леду на Летњим олимпијским играма 1920. су одржана у Антверпену у Белгији у периоду од 23. априла до 29. априла 1920.
На турниру је учествовало 7 екипа. Првопласирани тим је постао олимпијски и светски победник јер се турнир рачунао и као светско првенство. Све утакмице су игране у Леденој палати у Анверсу (Palais de Glace d'Anvers). Димензије терена су биле 56 са 18 метара. Сваки тим је имао по седам играча у игри.

## Репрезентације
- Канада
- Белгија
- Чехословачка
- Француска
- Шведска
- Швајцарска
- Сједињене Државе

## Мечеви за златну медаљу
Турнир је почео елиминационом рундом. Због тога што је на турниру учествовало седам тимова, Француска се пласирала директно у полуфинале, док су остали тимови такмичење кренули од четвртфинала.

### Четвртфинале
| Датум     | Репрезентација | Репрезентација | Резултат | Трећине     |
| --------- | -------------- | -------------- | -------- | ----------- |
| 23. април | Шведска        | Белгија        | 8:0      | (5:0,3:0)   |
| 24. април | САД            | Швајцарска     | 29:0     | (15:0,14:0) |
| 24. април | Канада         | Чехословачка   | 15:0     | (7:0,8:0)   |

### Полуфинале
| Датум     | Репрезентација | Репрезентација | Резултат | Трећине   |
| --------- | -------------- | -------------- | -------- | --------- |
| 25. април | Шведска        | Француска      | 4:0      | (2:0,2:0) |
| 25. април | Канада         | САД            | 2:0      | (0:0,2:0) |

### Финале
| Датум     | Репрезентација | Репрезентација | Резултат | Трећине   |
| --------- | -------------- | -------------- | -------- | --------- |
| 26. април | Канада         | Шведска        | 12:1     | (5:1,7:0) |

## Мечеви за сребрну медаљу
Три тима поражена од Канаде у борби за златну медаљу играли су мечеве за друго место. Чехословачка је у борби за сребрну медаљу чекала победника меча измећу Сједињених Америчких Држава и Шведске
.

### Полуфинале
| Датум     | Репрезентација | Репрезентација | Резултат | Трећине   |
| --------- | -------------- | -------------- | -------- | --------- |
| 27. април | САД            | Шведска        | 7:0      | (5:0,2:0) |

### Финале
| Датум     | Репрезентација | Репрезентација | Резултат | Трећине   |
| --------- | -------------- | -------------- | -------- | --------- |
| 28. април | САД            | Чехословачка   | 16:0     | (7:0,9:0) |

## Мечеви за бронзану медаљу
На крају три преостала тима која су поражена од Канаде и Сједињених Америчких Држава играла су за треће место. Чехословачка је у борби за Бронзану медаљу чекала победника меча измећу Шведске и Швајцарске.

### Полуфинале
| Датум     | Репрезентација | Репрезентација | Резултат | Трећине   |
| --------- | -------------- | -------------- | -------- | --------- |
| 28. април | Шведска        | Швајцарска     | 4:0      | (0:0,4:0) |

### Финале
| Датум     | Репрезентација | Репрезентација | Резултат | Трећине   |
| --------- | -------------- | -------------- | -------- | --------- |
| 28. април | Чехословачка   | Шведска        | 1:0      | (1:0,0:0) |

## Олимпијски и светски победник
| Победник Летњих олимпијских игара и светског првенства 1920. у хокеју на леду |
| Канада Прва титула                                                            |

## Коначни пласман учесника
|   | Канада       |
|   | САД          |
|   | Чехословачка |
| 4 | Шведска      |
| 5 | Швајцарска   |
| 6 | Француска    |
| 7 | Белгија      |

## Играч са највише освојених поена
| Играч         | ИГ | Г  | A | П  |
| ------------- | -- | -- | - | -- |
| Херберт Друри | 4  | 14 | 0 | 14 |